# Tranh bút lông
Tranh bút lông là một kỹ thuật vẽ tranh được người Trung Quốc phát minh nhưng được các quốc gia khác thuộc khu vực Hán hóa phát triển theo nhiều trường phái khác nhau. Tranh bút lông có: tranh bút lông Trung Hoa, tranh bút lông Nhật Bản, tranh bút lông Triều Tiên và tranh bút lông Việt Nam. Tranh bút lông thường dùng mực tàu vẽ trên các loại giấy địa phương. Chủ đề của tranh bút lông phong phú đa dạng, mô tả các phong cảnh, tĩnh vật. Nổi bật nhất trong các thể loại tranh bút lông là tranh thủy mặc.